# 268-я стрелковая дивизия
268-я стрелковая Мгинская Краснознамённая дивизия — воинское соединение Вооружённых Сил СССР в Великой Отечественной войне

## История
Директивой Ставки Главного командования от 29 июня 1941 года было принято решение сформировать из состава пограничных и других войск НКВД 15 стрелковых дивизий, из них 6 в самое короткое время.
В составе действующей армии с 6 августа 1941 по 22 апреля 1945 года.
268 стрелковая дивизия формировалась в Загорске Московской области 13—19 июля 1941 года. Стрелковые полки формировались за счёт хорошо экипированных и обученных пограничников.
26 июля 1941 года дивизия была переброшена по железной дороге на жд станцию Красногвардейск, откуда, согласно Приказанию №1 от 26 июля 1941 года командира дивизии генерал-майора Еншина, была рассредоточена в районах населенных пунктов Тайцы, Мочено, Недлено (1СП), Муттолово (2СП), Акколово, Педлино, Туганицы (3СП), Корпиково, Пеньково, Рехколово (779АП), Ива́нова, Репузи (Пудость), Салюзи (Котельниково) (тылы), Рехколово (Начдив).   31 июля 1941 года совершила марш до Красногвардейска, где была погружена в эшелон и через Нарву (3 августа 1941) переброшена в Эстонию на рубежи Раквере (эст. Rakvere), — Инью (эст. Inju), — Виру-Ягупи (эст. Viru-Jaagupi). Части дивизии, действуя в составе 11 стрелкового корпуса 8 Армии, вводились в бой в период с 6—10 августа, по мере прибытия, по-эшелонно, при этом дивизия впервые была введена в бой в ночь с 6 на 7 августа 1941 года против наступавших сил немецкого 26-го армейского корпуса.
В ночь с 7 на 8 августа 1941 года, сдерживая превосходящие силы противника, части дивизии отошли на рубеж в район станции Кабала (эст. Kabala raudteejaam) и заняли оборону по реке Кунда (эст. Kunda jõgi). В результате ожесточённого сопротивления станция Кабала несколько раз переходила из рук в руки. В результате стремительного контрудара 942 СП под командованием майора Д. Шилова противник потерял свыше 300 солдат и офицеров, а станция Кабала была на некоторое время полностью очищена от захватчиков. Редели и ряды пограничников. Геройски погибли командир полка майор Д. Шилов, комиссар 952-го полка батальонный комиссар И. Романов. Был ранен полковник И. Говоров.
После трёхдневных упорных боёв дивизия отошла на рубеж в районе Пюсса (эст. Püssi), по реке Пюртсе-Йыги (эст. Purtse jõgi).
Затем дивизия, проявившая стойкость на рубежах Кохтла, Йыхви, станция Ору (Кохтла-Ярве), станция Вайвара, с боями отошла через Аувере к рубежу реки Нарвы.
С 18 августа 1941 года по приказу дивизия переправлялась на восточный берег реки, в течение двух дней переправу прикрывал 952-й стрелковый полк, которым командовал майор Лавров. Под напором немецких войск дивизия отошла в район Вайносолово и станции Котлы, вела там бои. 29 августа 1941 года в дивизию был влит 109-й стрелковый полк (около 1000 чел.) 2-й дивизии войск НКВД по охране железнодорожных сооружений. На участке Лопухинка, Десятское, Усть-Рудица, Мишелово, Порожки, упорной обороной враг был обескровлен и окончательно остановлен. Оборону этого рубежа дивизия держала с 10 по 16 сентября 1941 года и в ночь с 16 на 17 сентября 1941 года, передав по приказу Ленфронта рубеж Отдельной бригаде морской пехоты, сосредоточилась в Ораниенбауме. 16 сентября 1941 года началась переброска 268-й и 125-й стрелковой дивизии судами из Ораниенбаума в Ленинград, которая завершилась 22 сентября 1941 года. К началу сентября 1941 года в дивизии оставалось только 30—35 % личного состава и к 27 сентября 1941 года дивизия была пополнена личным составом по сокращённым штатам.
30 сентября 1941 года в 18:00 часов дня дивизия по приказу Ленфронта выступила из Ленинграда, имея задачу к утру 1 октября 1941 года сосредоточиться в районе станции Сапёрная, роща «Лагерная», по Кировской ж.д. На марше был получен приказ — с марша, без артподготовки и предварительной рекогносцировки, начать наступление в направлении Ульяновка, которой овладеть к исходу дня 1 октября 1941 года. Противник занимал рубеж, господствующий над полосой наступления дивизии, его оборона была хорошо организованной, насыщенной автоматическим оружием, артиллерией, миномётами. В результате наступления дивизия успеха не имела, части понесли большие потери, достигавшие до 80-90 % активных штыков. Вливаемое пополнение было не обучено и не могло эффективно вести боевые действия с закрепившимся противником. С 14 октября 1941 года дивизия перешла к обороне на рубеже: река Ижора, отм. 14,0, кустарник 1,0 км южнее её, общей протяжённостью фронта 5 км.
В октябре—ноябре 1941 года командование 55 армии (штарм-55) ставило местные частные задачи на действия мелких групп в различных направлениях.
По боевому приказу штарм-55 за № 50 от 18 декабря 1941 года дивизия получила задачу захватить 2-й противотанковый ров на участке: 1 км от ж.д. к ю-в., и развивая наступление в направлении Красный Бор, овладеть его с-з окраиной (так называемые бои за 2-й противотанковый ров). К выполнению этой задачи дивизия приступила, имея 700 активных штыков. Решительной атакой передний край обороны был прорван, части дивизии продвинулись вперёд на 1,5 км, овладели противотанковым рвом, проделав в нём ходы для танков и стали развивать наступление на северную окраину Красного Бора. Противник ввёл резервы и сильным огневым воздействием вывел из строя большое количество личного состава наступающих подразделений. По донесению от 1 декабря 1941 года: «В дивизии осталось 138 человек. Боевых действий дивизия вести не может». Дивизия вела ожесточённые бои при колоссальных потерях вплоть до 29 декабря 1941 года.

Если «Дубровку» назвали у нас «конвейер смерти», то противотанковый ров под Красным Бором имел стойкую репутацию «братской могилы Ленфронта». Длинный ров, шириной метров 8—10, глубиной метра три. Захватить этот ров полностью было постоянной навязчивой маниакальной идеей командования.
Все последние месяцы 1941 года и даже в 1942, предпринимались многочисленные попытки отбить ров у немцев.
— И. З. Френклах, разведчик дивизии
31 декабря 1941 года дивизия была сменена на участке частями 56-й стрелковой дивизии и отведена в резерв.
В период с января по июль 1942 года дивизия активных боевых действий не вела, производила формирование частей и их обучение, оборудовала второй оборонительный рубеж.
В мае 1942 года находилась южнее Колпино на подступах к Путролово.
В ночь на 23 июля 1942 года 947 СП дивизии под командованием майора Важенина Александра Ивановича вместе с 84-м батальоном 220-й танковой бригады, 55-м отдельным танковым батальоном и 72-м отдельным пулемётно-артиллерийским батальоном атаковал вражеские позиции под Колпино и штурмом овладел укреплениями в деревне Путролово на левом берегу реки Ижора. Дивизия переправилась через реку и вела бои вплоть до 8 августа 1942 года, когда был взят важный опорный пункт в деревне Ям-Ижора на правом берегу реки.

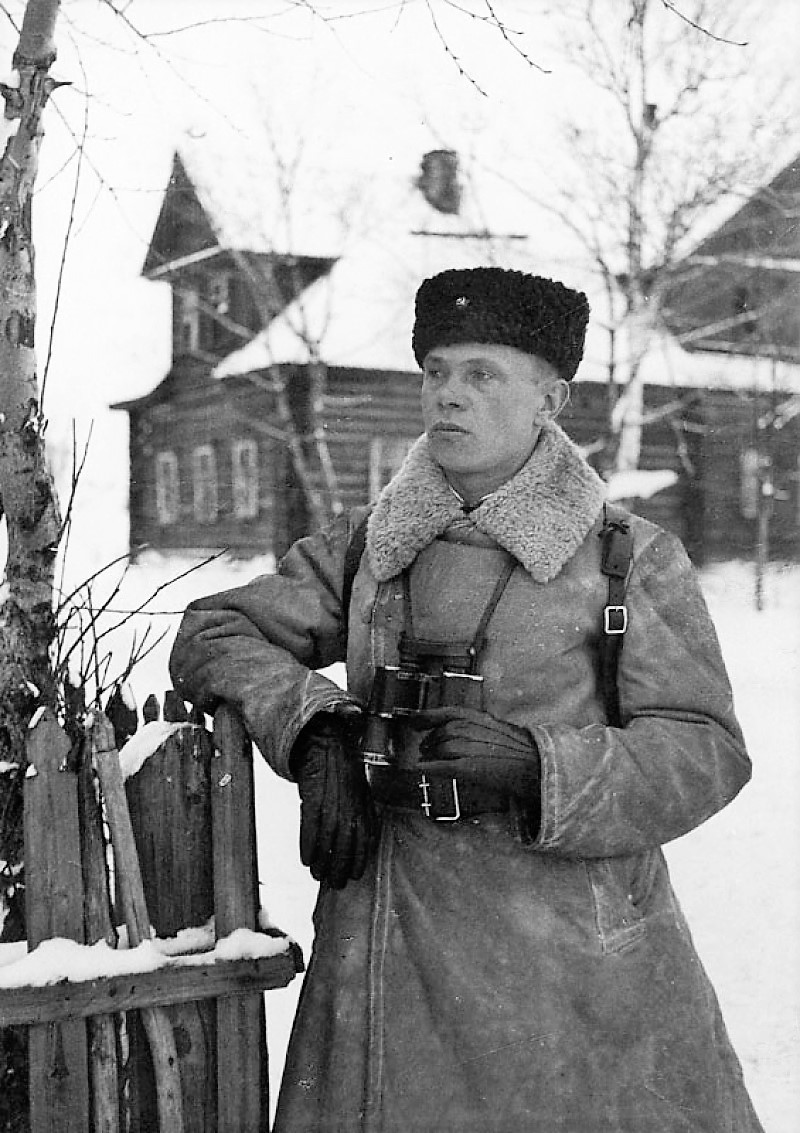
Командир 952-го стрелкового полка подполковник А. И. Клюканов

19 августа 1942 года, в ходе 3-й Синявинской операции, дивизия после мощной артподготовки при поддержке авиации перешла в наступление и форсировала Тосну в районе её устья, с окраины Усть-Тосно, где немецкие позиции удерживала 121-я пехотная дивизия. Одновременно с правого берега Невы под огнём противника на бронекатерах Ленинградской военной морской базы прорвался и высадился в селе Ивановское, являвшемся опорным пунктом немецких войск, десант моряков под командованием старшего лейтенанта А. Е. Кострубо. Вступив в бой, пехотинцы дивизии и моряки-десантники яростной атакой прорвали первую линию обороны противника, захватили шоссейный и автомобильный мосты через реку Тосну и расположенные по обе стороны реки посёлки Усть-Тосно и часть села Ивановское. Дивизия смогла продвинуться по шоссе до центра Ивановского, а по железной дороге до моста через реку Святка и немного дальше. Оправившиеся от внезапного удара немцы остановили дальнейшее продвижение. 952-й полк под командованием майора Клюканова А. И. закрепился на плацдарме размером 600 метров (по берегу Невы) на 400 метров (по берегу Тосны), вошедшем в историю как «Ивановский пятачок». Немецкие войска силами 121-й пехотной дивизии при поддержке 12-й танковой дивизии вновь отобрали Усть-Тосно, отрезав дивизию на плацдарме, примыкавшем к Неве. Делались попытки доставить продовольствие и боеприпасы с противоположного берега на лодках, но многие из них были разбиты огнём врага. Потери дивизии в ходе операции были огромны: уже в первый день один из её полков потерял 70 % личного состава, другой — 60 %. 4 сентября 1942 года полк А. И. Клюканова передал занятый рубеж подразделениям 136-й стрелковой дивизии полковника Н. П. Симоняка.
После боёв дивизия была отведена в район Колтушей на отдых и пополнение, восстанавливалась и обучалась до января 1943 года.

По совету Андрея Александровича Жданова, ознакомившегося с боевой и политической подготовкой наших частей, командование дивизии решило проводить встречи воинов с ленинградскими трудящимися. 2 ноября к нам приехала первая такая делегация. В неё входили старые питерские рабочие, оборонявшие Петроград от Юденича: директор завода «Невгвоздь» А. П. Иванов, мастер Балтийского завода М. М. Столяров, штурмовавший в 1919 году мятежную Красную Горку, и работница Кировского завода старая коммунистка А. Н. Корпуснова. Делегаты привезли с собой революционное знамя, врученное питерским пролетариям VII Всероссийским съездом Советов за героическую защиту Петрограда от банд Юденича. К алому полотнищу был прикреплен орден Красного Знамени.
— С. Н. Борщёв, командир дивизии
В ночь с 10 на 11 января 1943 года части дивизии, после тридцатикилометрового марша, сосредоточились к утру 11 января в лесах северо-восточнее Невской Дубровки.
Во время прорыва блокады Ленинграда перед дивизией стояла задача форсировать Неву в первом эшелоне наступающих войск 67-й армии, прорвать оборону противника на участке северная окраина 1-го Городка — Гараж, нанося главный удар восточнее 2-го Городка с задачей окружить и уничтожить противника восточнее 1-го Городка совместно с 45-й гвардейской стрелковой дивизией, а главными силами закрепиться на рубеже обороны немецких войск.
12—20 января 1943 года дивизия участвовала в прорыве блокады Ленинграда. 12 января 1943 года дивизия под сильным огнём противника форсировала Неву, полки дивизии захватили траншеи вражеского переднего края (170-й пехотной дивизии), прошли вперёд от полутора до трёх километров, углубились в лес, продвигаясь к Рабочему посёлку No 5 и вместе со 136-й стрелковой дивизией создали плацдарм по фронту около 6 километров и глубиной от 2 до 3 километров. Однако в полной мере дивизия задачу не смогла выполнить: не были взяты роща Мак и 8-я ГРЭС.
13 января 1943 года дивизия отражала сильные контратаки 96-й пехотной дивизии севернее 2-го Городка, с 14 января 1943 года начала отступать к Неве, но ударом введённых в бой 102-й стрелковой бригады и 152-й танковой бригады положение было восстановлено.
20 января 1943 года после непрекращающихся боёв дивизия была отведена в резерв.
К 11 февраля 1943 года, совершив шестидесятикилометровый марш, дивизия сосредоточилась в районе Саратовской колонии.
С 12 февраля 1943 года дивизия наступала в направлении Пустынька — станция Мга, однако существенных успехов не добилась.
20 февраля 1943 года военная переводчица Ирина Дунаевская писала в своём дневнике:

Наша дивизия не выполнила ни общей задачи — блокировать Мгу, ни частной — взять пос. Песчанку. Потеряли всю дивизию, а с места не сдвинулись. Не война, а сплошное убийство! Нас уже пришли менять, а приказа о нашем уходе нет. Все с самого начала делалось совершенно бестолково. И теперь бестолковщина продолжается. Хорошо, что немцы не заметили, или у них стало туго с боеприпасами — перебили бы разом и тех и других.
— Ирина Дунаевская, военная переводчица
21 марта 1943 года дивизия была поднята по тревоге и 22 марта 1943 года введена в бой в районе Саблино — Ульяновка. Продвинувшись до окраин населённых пунктов, до 29 марта 1943 года вела ожесточённые бои за удержание достигнутого рубежа, неся большие потери. Дивизия ведёт бои Приблизительно на том же рубеже дивизия вела бои и в январе 1944 года.
29 марта 1943 года дивизия была вновь выведена в резерв в район посёлков Рыбацкое, Усть-Славянка, Мурзинка.
1 апреля — 17 июля 1943 года дивизия находилась на пополнении и боевой учёбе, дислоцировалась на Карельском перешейке в районе Агалатово, Осельки.
4 августа — 17 августа 1943 года вела ожесточённые наступательные бои в районе Синявино, участвовала в разгроме мгинско-синявинской группировки противника.
С 20 августа 1943 по 21 января 1944 года дивизия занимала оборонительные рубежи в районе Синявино — река Нева — Назия — Гонтовая Липка, с перерывом в ноябре 1943 года, когда дивизия была отведена в резерв на пополнение и боевую подготовку.
21 января 1944 года дивизия перешла в наступление на мгинском направлении и с боями взяла станцию Мга.
25 января 1944 года вместе со 124-й и 43-й стрелковыми дивизиями после напряжённых боёв овладела посёлком Ульяновка и продолжила наступление.
25 января — 28 января 1944 года освобождение Саблино, Ново-Лисино, Зовка, Страшево, Плюсово, Заполье, Новоселье, Подборовье, к февралю 1944 года через Гатчину была переброшена севернее современного Плюсского района, участвовала совместно с 86-й стрелковой дивизией в освобождении населённого пункта Ляды, затем наступала на Струги Красные.
С 29 января до 10 февраля 1944 года дивизия совершила марш от города Павловск до деревни Остров (360 км).
С 10 по 28 февраля 1944 года вела наступательные бои и преследование противника.
К марту 1944 года дивизия вышла к укреплённой полосе вермахта «Пантера» между Островом и Псковом и после напряжённых (и безуспешных) боёв в начале июня 1944 года была отведена в резерв по маршруту Струги Красные — Луга — Ленинград.

2—7 июня 1944 года дивизия передислоцирована по железной дороге в район станции Всеволожская.
Была зачислена в состав 21-й армии и 10—13 июня 1944 года переброшена маршем за наступающими частями Красной армии на Карельский перешеек.
16 июня — 4 июля 1944 года приняла участие в Выборгской операции. Введена в бой 16 июня 1944 года на участке между Средневыборгским шоссе и Выборгской железной дорогой, смогла взять Уусикиркко и ввязалась в тяжёлые бои у карьерного посёлка Семиозёрье, также овладела станцией Лоунатйоки и подошла к станции Перкярви.
20 июня 1944 года вышла на подступы к Выборгу, затем в течение конца июня — июля 1944 года вела бои у населённых пунктов Тали и Репола, неся большие потери.
2—11 августа 1944 года участвовала в наступлении в Эстонии.
В период с 25 августа 1944 года по 13 апреля 1945 года дивизия вела бои в Латвии. К 25 августа 1944 года дивизия была переброшена на подступы к Риге, в район Эргли, где с боями наступала на Ригу на рубеже «Сигулда», а с 16 октября 1944 года и до 13 апреля 1945 года вела бои с Курляндской группировкой противника, наступая на Лиепаю.
С 16 по 22 апреля 1945 года дивизия была перебазирована железнодорожными эшелонами из Курляндии в Румынию, в район Бухареста, м. Чолану — р. Дунай, включена в состав 110-го стрелкового корпуса 22-й армии.
С 22 апреля 1945 года в боях не участвовала.
Расформирована в 1946 году.

## Боевой путь дивизии
1. Сформирована в г. Загорске Московской области 14 — 20 июля 1941 года.
2. 6 августа 1941 г. — в составе 8-й армии, вступила в бои в Эстонии, в районе ст. Кабала, бои: Раквере, Виру, Кохтла, Аувере, Нарва.
3. C 1 сентября 1941 г. — бои в районе Котлы, Лопухинка, Усть-Рудица, Порожки — Ораниенбаумский плацдарм.
4. 17 — 19 сентября 1941 г. — переход на кораблях Балтфлота в Ленинград.
5. C 1 октября 1941 г. — в составе 55-й армии, встречный бой в районе Сапёрное — Понтонная. Оборона западного берега р. Тосна.
6. 18 — 20 декабря 1941 г. — бои за 2-й противотанковый ров между Колпино и Красным Бором, овладение рвом южнее Колпино.
7. С января по 22 июля 1942 г. — на рубежах обороны в районе Московская Славянка, Петро-Славянка, Шушары, совхоз «Большевик».
8. 23 июля — 10 августа 1942 г. — бои 947 сп, совместно с 84-й батальоном 220-й танковой бригады, 72-й ОПАБ разгром укреплений гитлеровских войск и занятие территории финской деревни Путролово и участка Московского шоссе на левом берегу Ижоры. 3-10 августа 1942 г. — бои 942 сп и 952 сп и взятие села Ям-Ижоры на Московском шоссе.
9. С 19 по 28 августа 1942 г. — Усть-Тосненская операция, захват плацдарма (Ивановский пятачок) на правом берегу р. Тосна (952 сп).
10. С 1 сентября 1942 г. по 4 января 1943 г. — отвод в резерв, дислокация в районе Янино, Красная горка, Колтуши.
11. С 12 по 19 января 1943 г. — в составе 67-й армии — в первом эшелоне на участке 8 ГРЭС — Марьино форсирует Неву и участвует в прорыве блокады Ленинграда.
12. С 20 января по 11 февраля 1943 г. — в резерве 67-й армии, дислокация в районе Березовка — Каменка на Карельском перешейке.
13. С 12 февраля 1943 г. — в составе 55-й армии на Колпинском направлении в районе Чернышово-Песчанка-Торфоразработки.
14. С 26 февраля по 20 марта 1943 г. — в резерве Ленфронта. Дислокация — в районе Рыбацкое, Усть-Славянка, Мурзинка.
15. 21 — 27 марта 1943 г. — бои южнее Красного Бора, вдоль Московского шоссе.
16. С 28 марта по 18 июля в резерве Ленфронта. Дислокация — Ново-Саратовская колония, Агалатово, Пери, Осельки, Токсово.
17. С 18 июля по 6 августа 1943 г. в составе 67-й армии. Марш в район Шлиссельбурга (Петрокрепость) и участие в синявинских боях южнее Ладожского озера.
18. Сентябрь, октябрь 1943 г. — участие в обороне Невского пятачка на левом берегу Невы — Арбузово, Московская Дубровка, 8 ГРЭС.
19. С ноября 1943 г. по 20 января 1944 г. — оборона на левом фланге Ленфронта на стыке с Волховским фронтом в районе Назия, Гонтовая Липка, Синявино, Ладожские каналы.
20. С 20 января по 27 января 1944 г. — бои по снятию блокады Ленинграда. Наступление и взятие Мги, Войтолово, Ульяновки, Саблино, раз. Стекольный, Ново-Лисино, Павловска, Пушкина. В ознаменование одержанной победы дивизии присвоено почётное наименование «Мгинская».
21. С 30 января 1944 г. — трёхсоткилометровый марш с боями по Ленинградской и Псковской областям в составе 116-го стрелкового корпуса 42-й армии.
22. С 11 февраля по 3 марта 1944 г. — непрерывные наступательные бои и преследование врага на псковской земле с выходом на шоссе и железную дорогу Ленинград — Псков.
23. Март — апрель 1944 г. — бои южнее г. Пскова, за шоссе Псков — Остров с выходом на р. Великая.
24. Апрель — май 1944 г. участвует в обороне Пскова, Карамышево.
25. 6 июня 1944 г. передислокация по ж.д. от ст. Дно — Ленинград — Всеволожск.
26. С 13 июня по 30 июля 1944 г. — участие в операции по разгрому немецко-финляндской группировки на Карельском перешейке, взятие Усикиркко, участие в освобождении Выборга.
27. Июль 1944 г. — походным маршем по ж.д. из-под Выборга на Гдов, Сланцы.
28. С 3 по 10 августа 1944 г. — наступательные бои в Эстонии западнее Нарвы, вдоль побережья Финского залива.
29. С 10 по 13 августа 1944 г. — передислокация по ж.д. от ст. Кингисепп до ст. Себеж в составе 42-й армии 2-го Прибалтийского фронта.
30. С 13 августа по 5 октября 1944 г. — непрерывные наступательные сражения на территории Латвии, прошли с большими боями 300 км. Освобождение городов Мадона, Мадлиена.
31. С 5 по 12 октября 1944 г. — обходный манёвр южнее Риги, начало окружения тукумской группировки вермахта, так называемый «курляндский мешок» (13 октября).
32. С 18 октября 1944 г. по 14 апреля 1945 г. — наступательные и оборонительные бои в Латвии по окончательному окружению и разгрому тукумской группировки немцев в Курляндии.
33. С 16 по 22 апреля 1945 г. в составе 110-го ск перебазирование ж.д. эшелонами из Курляндии в Румынию, район Бухареста, м. Чолану — р. Дунай в составе войск 22-й армии.
34. День Победы 9 мая 1945 г. дивизия в составе 110-го стрелкового корпуса встречает в лесах Чолану (Румыния).

## Полное название
268-я стрелковая Мгинская Краснознамённая дивизия

## Состав
- 942-й стрелковый полк
- 947-й стрелковый полк
- 952-й стрелковый полк
- 799-й артиллерийский полк
- 217-й (317-й) отдельный истребительно-противотанковый дивизион (с 25.01.1942)
- 337-я отдельная зенитная батарея (с 25.01.1942 по 15.03.1943)
- 399-й отдельный миномётный дивизион (с 03.11.1941 по 15.10.1942)
- 214-й отдельный пулемётный батальон (с 20.12.1942 по 05.05.1943)
- отдельная мотострелковая разведывательная рота (с 18.09.1941 по 15.09.1942)
- 65-я отдельная разведывательная рота (с 15.09.1942 по 01.07.1943)
- 339-я отдельная разведывательная рота (с 01.07.1943)
- 430-й отдельный сапёрный батальон
- 686-й отдельный батальон связи (290-я отдельная рота связи)
- 325-й медико-санитарный батальон
- 303-я (43-я) отдельная рота химической защиты
- 56-я автотранспортная рота (507-й автотранспортный батальон)
- 357-я (306-я) полевая хлебопекарня
- 520-й дивизионный ветеринарный лазарет
- 857-я полевая почтовая станция
- 629-я полевая касса Госбанка
- 158-я штрафная рота
- 159-я штрафная рота

## Подчинение
| Дата            | Фронт (округ)                                                 | Армия                  | Корпус                  | Примечания   |
| --------------- | ------------------------------------------------------------- | ---------------------- | ----------------------- | ------------ |
| 01.08.1941 года | Северный фронт                                                | 8-я армия              | -                       | с 14.07.1941 |
| 01.09.1941 года | Ленинградский фронт                                           | 8-я армия              | -                       | -            |
| 01.10.1941 года | Ленинградский фронт                                           | 55-я армия             | -                       | -            |
| 01.11.1941 года | Ленинградский фронт                                           | 55-я армия             | -                       | -            |
| 01.12.1941 года | Ленинградский фронт                                           | 55-я армия             | -                       | -            |
| 01.01.1942 года | Ленинградский фронт                                           | 55-я армия             | -                       | -            |
| 01.02.1942 года | Ленинградский фронт                                           | 55-я армия             | -                       | -            |
| 01.03.1942 года | Ленинградский фронт                                           | 55-я армия             | -                       | -            |
| 01.04.1942 года | Ленинградский фронт                                           | 55-я армия             | -                       | -            |
| 01.05.1942 года | Ленинградский фронт (Группа войск Ленинградского направления) | 55-я армия             | -                       | -            |
| 01.06.1942 года | Ленинградский фронт (Ленинградская группа войск)              | 55-я армия             | -                       | -            |
| 01.07.1942 года | Ленинградский фронт                                           | 55-я армия             | -                       | -            |
| 01.08.1942 года | Ленинградский фронт                                           | 55-я армия             | -                       | -            |
| 01.09.1942 года | Ленинградский фронт                                           | 55-я армия             | -                       | -            |
| 01.10.1942 года | Ленинградский фронт                                           | -                      | -                       | -            |
| 01.11.1942 года | Ленинградский фронт                                           | -                      | -                       | -            |
| 01.12.1942 года | Ленинградский фронт                                           | -                      | -                       | -            |
| 01.01.1943 года | Ленинградский фронт                                           | -                      | -                       | -            |
| 01.02.1943 года | Ленинградский фронт                                           | -                      | -                       | -            |
| 01.03.1943 года | Ленинградский фронт                                           | 55-я армия             | -                       | -            |
| 01.04.1943 года | Ленинградский фронт                                           | 55-я армия             | -                       | -            |
| 01.05.1943 года | Ленинградский фронт                                           | 23-я армия             | -                       | -            |
| 01.06.1943 года | Ленинградский фронт                                           | 67-я армия             | -                       | -            |
| 01.07.1943 года | Ленинградский фронт                                           | 67-я армия             | -                       | -            |
| 01.08.1943 года | Ленинградский фронт                                           | 67-я армия             | -                       | -            |
| 01.09.1943 года | Ленинградский фронт                                           | 42-я армия             | -                       | -            |
| 01.10.1943 года | Ленинградский фронт                                           | 42-я армия             | -                       | -            |
| 01.11.1943 года | Ленинградский фронт                                           | 67-я армия             | -                       | -            |
| 01.12.1943 года | Ленинградский фронт                                           | 67-я армия             | -                       | -            |
| 01.01.1944 года | Ленинградский фронт                                           | 67-я армия             | 118-й стрелковый корпус | -            |
| 01.02.1944 года | Ленинградский фронт                                           | -                      | 118-й стрелковый корпус | -            |
| 01.03.1944 года | Ленинградский фронт                                           | 67-я армия             | 116-й стрелковый корпус | -            |
| 01.04.1944 года | Ленинградский фронт                                           | -                      | 116-й стрелковый корпус | -            |
| 01.05.1944 года | 3-й Прибалтийский фронт                                       | -                      | -                       | -            |
| 01.06.1944 года | 3-й Прибалтийский фронт                                       | 67-я армия             | 110-й стрелковый корпус | -            |
| 01.07.1944 года | Ленинградский фронт                                           | 21-я армия             | 110-й стрелковый корпус | -            |
| 01.08.1944 года | Ленинградский фронт                                           | -                      | 110-й стрелковый корпус | -            |
| 01.09.1944 года | 2-й Прибалтийский фронт                                       | 42-я армия             | 110-й стрелковый корпус | -            |
| 01.10.1944 года | 2-й Прибалтийский фронт                                       | 42-я армия             | 110-й стрелковый корпус | -            |
| 01.11.1944 года | 2-й Прибалтийский фронт                                       | 42-я армия             | 110-й стрелковый корпус | -            |
| 01.12.1944 года | 2-й Прибалтийский фронт                                       | 42-я армия             | 110-й стрелковый корпус | -            |
| 01.01.1945 года | 2-й Прибалтийский фронт                                       | 42-я армия             | 110-й стрелковый корпус | -            |
| 01.02.1945 года | 2-й Прибалтийский фронт                                       | 42-я армия             | 110-й стрелковый корпус | -            |
| 01.03.1945 года | 2-й Прибалтийский фронт                                       | 42-я армия             | 110-й стрелковый корпус | -            |
| 01.04.1945 года | Ленинградский фронт (Курляндская группа войск)                | 10-я гвардейская армия | 110-й стрелковый корпус | -            |
| 01.05.1945 года | Резерв Ставки ВГК                                             | 22-я армия             | 110-й стрелковый корпус | -            |

## Командование

### Командиры
- Еншин, Михаил Александрович (14.07.1941 — 05.10.1941), генерал-майор
- Соколов Николай Александрович (06.10.1941 — 29.11.1941), генерал-майор
- Донсков, Семён Иванович (08.12.1941 — 08.11.1942), полковник, с 03.05.1942 генерал-майор
- Борщёв, Семён Николаевич (09.11.1942 — 16.04.1943), полковник
- Соколов, Николай Дмитриевич (17.04.1943 — 27.06.1944 убит), полковник
- Войтулевич, Филипп Иосифович (28.06.1944 — 28.07.1944), полковник
- Алиев, Иван Михайлович (29.07.1944 — 02.10.1944), генерал-майор
- Котелков, Пётр Васильевич (05.10.1944 — 07.11.1944), генерал-майор
- Важенин, Александр Иванович (10.11.1944 — 09.05.1945), полковник

### Заместители командира
- Потехин, Яков Филиппович (17.03.1943 — ??.04.1944), полковник

## Награды и наименования
| Награда (наименование)           | Дата                | За что награждена |
| -------------------------------- | ------------------- | --- |
| Почётное наименование «Мгинская» | 22 января 1944 года | Присвоено приказом Верховного Главнокомандующего № 010 от 22 января 1944 года за отличие в боях при прорыве обороны противника и освобождение Мги                                                               |
| Орден Красного Знамени           | 22 марта 1944 года  | Награждена указом Президиума Верховного Совета СССР от 22 марта 1944 года «За образцовое выполнение заданий командования на фронте борьбы с немецкими захватчиками и проявленные при этом доблесть и мужество». |

## Отличившиеся воины дивизии
| Награда                    | Ф. И. О.                   | Должность | Звание       | Дата награждения | Примечания                                        |
| -------------------------- | -------------------------- | --------- | ------------ | ---------------- | ------------------------------------------------- |
| Герой Российской Федерации | Тупицын, Леонтий Яковлевич | стрелок   | красноармеец | 06.05.1994       | погиб 24.01.1944, закрыв телом амбразуру пулемёта |

## Память
- Памятник воинам дивизии в мемориальном комплексе «Невский порог».
- Стела в посёлке Ям-Ижора